# أديلا كالديرون
أديلا كالديرون (بالإسبانية: Adela Calderón)‏ هي ممثلة تشيلية، ولدت في 21 فبراير 1959 في سانتياغو في تشيلي.

## وصلات خارجية
- أديلا كالديرون على موقع IMDb (الإنجليزية)
- أديلا كالديرون على موقع قاعدة بيانات الفيلم (الإنجليزية)